# 大森英敏
大森 英敏（おおもり ひでとし、1959年11月5日 - ）は、日本のアニメーター、アニメーション演出家、アニメ監督。大阪府出身であるが、実家は奈良県。

## 経歴・人物
専門学校卒業後に上京し、フリーの動画マンとなる。あんなぷるへ入社し原画を担当し始める。その後、湖川友謙率いるビーボォーへと移籍する。以後は主にサンライズのロボットアニメに多く携わる。『重戦機エルガイム』ではメカ作画でその力量を遺憾なく発揮し、同時に同作のデザイナーであった永野護との交流も始まる。
1986年3月にビーボォーを退社後、ビーボォーの同僚であった北爪宏幸主宰の有限会社スタジオぱっくに合流する。1987年、ぱっくを改組した株式会社アトリエ戯雅の設立に参加した。代表作の一つとして挙がることの多い『機動戦士ガンダム 逆襲のシャア』は、この時期に手掛けたものである。
1990年代は、コブラチームやソリッド、スクウェアとゲーム業界で活躍し、『ファイナルファンタジーVII』でアニメーションディレクターを務める。
その後はアニメ業界へ復帰し、テレビ東京系アニメ『DAN DOH!!』で初のテレビシリーズの監督を務める。監督を務めた作品ではカットイン演出が散見される。
2013年5月現在、フリーアニメーターとして活躍。スタジオパストラルでの仕事が多い。
2021年1月30日、YouTubeチャンネル「アニメーター大森英敏の『RAKUGAKI』」を開設しYouTuberデビュー。

## 参加作品

### テレビアニメ
1981年
- タイガーマスク二世（動画）

1982年
- スペースコブラ（原画）

1983年
- 聖戦士ダンバイン（作画監督）

1984年
- 重戦機エルガイム（作画監督・原画）

1985年
- 機動戦士Ζガンダム（作画監督）
- うる星やつら（作画監督）
- 炎のアルペンローゼ ジュディ&ランディ（OPアニメ作画）

1987年
- 機甲戦記ドラグナー（作画監督、OP作画）
- ミスター味っ子（原画）
- トランスフォーマー ザ☆ヘッドマスターズ（作画監督、OP・EDアニメ作画）

1988年
- トランスフォーマー 超神マスターフォース（作画監督）

1990年
- 勇者エクスカイザー（原画）
- 美味しんぼ（原画）

1999年
- ∀ガンダム（原画）

2000年
- 人造人間キカイダー THE ANIMATION (作画監督・原画)
- 犬夜叉（原画）

2001年
- サイボーグ009 THE CYBORG SOLDIER（作画監督）
- サラリーマン金太郎（原画）
- Z.O.E Dolores, i（作画監督）
- テニスの王子様（作画監督）

2002年
- わがまま☆フェアリー ミルモでポン! (絵コンテ)
- OVERMANキングゲイナー（作画監督）
- 機動戦士ガンダムSEED（メカ作画監督・原画）

2003年
- キノの旅 -the Beautiful World-（作画監督・原画）
- Fire Storm（ビジュアルスーパーバイザー・絵コンテ）

2004年
- 機動戦士ガンダムSEED DESTINY（原画）
- ゾイドフューザーズ（絵コンテ）
- 月は東に日は西に 〜Operation Sanctuary〜（OP原画）
- トランスフォーマー スーパーリンク（絵コンテ）
- DAN DOH!!（監督・キャラクターデザイン・絵コンテ・作画監督・原画）
- 焼きたて!!ジャぱん（絵コンテ・原画）

2005年
- IZUMO -猛き剣の閃記-（原画）
- CLUSTER EDGE（原画）
- これが私の御主人様（絵コンテ）
- GIRLSブラボー second season（絵コンテ）
- ぱにぽにだっしゅ!（原画）

2006年
- 009-1（絵コンテ・演出・作画監督）
- 内閣権力犯罪強制取締官 財前丈太郎（監督・絵コンテ・原画）
- ネギま!?（原画）
- 妖逆門（絵コンテ）

2007年
- 風のスティグマ（デザインワークス・絵コンテ・演出）
- さよなら絶望先生（原画）
- 獣装機攻ダンクーガノヴァ（絵コンテ・原画）
- ドラゴノーツ -ザ・レゾナンス-（絵コンテ・原画）
- ひだまりスケッチ（OP原画）
- PRISM ARK（絵コンテ・原画）

2008年
- ef - a tale of melodies.（原画）
- 今日の5の2（絵コンテ・原画）
- 【俗・】さよなら絶望先生（原画）
- ひだまりスケッチ×365（原画）

2009年
- 夏のあらし!（キーアニメーター・作画監督・作画監督協力・原画）
- 夏のあらし! 〜春夏冬中〜（キーアニメーター・作監協力・原画）
- まりあ†ほりっく（原画）

2010年
- 荒川アンダー ザ ブリッジ（作画監督協力・原画）
- スーパーロボット大戦OG -ジ・インスペクター-（メカニック作画監督）
- それでも町は廻っている（作画監督・作画監督協力・原画）
- ダンス イン ザ ヴァンパイアバンド（原画）
- ひだまりスケッチ×☆☆☆（原画）
- HEROMAN（原画）

2011年
- THE IDOLM@STER（原画）
- ギルティクラウン（原画）
- DOG DAYS（絵コンテ・原画）
- ぬらりひょんの孫 〜千年魔京〜（原画）
- マケン姫っ!（原画）
- まりあ†ほりっく あらいぶ（L/O作画監督・原画・OP作画監督）

2012年
- アクセル・ワールド（メカ作画監督協力・原画）
- 黒子のバスケ（原画）
- 恋と選挙とチョコレート（原画）
- 人類は衰退しました（原画）
- 戦姫絶唱シンフォギア（原画）
- だから僕は、Hができない。（原画）
- DOG DAYS'（演出・原画）
- To LOVEる -とらぶる- ダークネス（原画）
- NARUTO -ナルト- 疾風伝（原画）
- 猫物語（黒）（原画）
- パパのいうことを聞きなさい!（原画）
- 緋色の欠片（原画）
- 緋色の欠片 第二章（原画）
- 武装神姫（原画）
- 輪廻のラグランジェ season2（原画）

2013年
- アイカツ!（原画）
- アウトブレイク・カンパニー（原画）
- IS 〈インフィニット・ストラトス〉2（作画監督協力）
- 宇宙戦艦ヤマト2199（原画）
- 革命機ヴァルヴレイヴ（原画）
- ガリレイドンナ（原画）
- 義風堂々!! 兼続と慶次（原画）
- キルラキル（原画）
- 幻影ヲ駆ケル太陽（原画）
- 新世界より（原画）
- D.C.III 〜ダ・カーポIII〜（原画）
- 東京レイヴンズ（原画）
- 這いよれ! ニャル子さんW（原画）
- 幕末義人伝 浪漫（原画）
- ムシブギョー（絵コンテ・アクション作画監督・原画）
- 名探偵コナン（原画）
- ログ・ホライズン（原画）

2014年
- いなり、こんこん、恋いろは。（原画）
- 失われた未来を求めて（原画）
- 俺、ツインテールになります。（原画）
- カードファイト!! ヴァンガード レギオンメイト編（OP原画）
- ガイストクラッシャー（原画）
- 彼女がフラグをおられたら（原画）
- 牙狼-GARO- -炎の刻印-（原画）
- 黒執事 Book of Circus（原画）
- 桜Trick（原画）
- 少年ハリウッド -HOLLY STAGE FOR 49-（原画）
- 戦国BASARA Judge End（原画）
- ソードアート・オンラインII（原画）
- デート・ア・ライブII（OP原画・原画）
- デュエル・マスターズVS（原画）
- デンキ街の本屋さん（原画）
- とある飛空士への恋歌（原画）
- バディ・コンプレックス（原画）
- 風雲維新ダイ☆ショーグン（原画）
- ブラック・ブレット（原画）
- Persona4 the Golden ANIMATION（原画）
- まじっく快斗1412（原画）
- 魔法戦争（原画）
- 名探偵コナン 江戸川コナン失踪事件 〜史上最悪の2日間〜（原画）

2015年
- アブソリュート・デュオ（原画）
- うしおととら（原画）
- 艦隊これくしょん -艦これ-（原画）
- GANGSTA.（原画）
- クロスアンジュ 天使と竜の輪舞（原画）
- コメット・ルシファー（原画）
- 櫻子さんの足下には死体が埋まっている（原画）
- 純潔のマリア（原画）
- 少年ハリウッド -HOLLY STAGE FOR 50-（原画）
- デュエル・マスターズ VSR（原画）
- デュラララ!!×2 承（原画）
- 東京喰種トーキョーグール√A（原画）
- DOG DAYS''（エフェクト監修・原画）
- 七つの大罪（原画）
- ヘヴィーオブジェクト（作画監督）
- 魔法少女リリカルなのはViVid（原画）
- ルパン三世 PART IV（原画）
- 六花の勇者（アクション監修）

2016年
- アイドルメモリーズ（絵コンテ、レイアウト監修）
- アクティヴレイド -機動強襲室第八係-（原画）
- ViVid Strike!（変身シーン、原画）
- 学戦都市アスタリスク（原画）
- キズナイーバー（原画）
- シュヴァルツェスマーケン（原画）
- 少女たちは荒野を目指す（原画）
- ジョジョの奇妙な冒険 ダイヤモンドは砕けない（原画）
- SUPER LOVERS（原画）
- だがしかし（原画）
- TRICKSTER -江戸川乱歩「少年探偵団」より-（原画）
- チア男子!!（作画監督）
- 91Days（原画）
- ネトゲの嫁は女の子じゃないと思った?（原画）
- ファンタシースターオンライン2 ジ アニメーション（原画）
- 魔装学園H×H（原画）
- マクロスΔ（原画）
- レガリア The Three Sacred Stars（原画）

2017年
- アイドル事変（原画（おおもりひでとし名義））
- セントールの悩み（絵コンテ、原画）
- TRICKSTER -江戸川乱歩「少年探偵団」より-（原画）
- つぐもも（原画）
- ひなこのーと（原画）
- 笑ゥせぇるすまんNEW（原画）
- 地獄少女 宵伽（原画）

2018年
- ニル・アドミラリの天秤（絵コンテ）
- 千銃士（原画）

2019年
- エガオノダイカ（原画）
- ルパン三世 グッバイ・パートナー（メカ作画監督・原画）
- ぼくたちは勉強ができない（原画）
- 魔入りました!入間くん

2020年
- 恋する小惑星（原画）
- 彼女、お借りします（原画）
- Re:ゼロから始める異世界生活 2nd season（原画）
- 宇崎ちゃんは遊びたい!（原画）

2021年
- イジらないで、長瀞さん（原画）

2022年
- ルパン三世 PART6（原画）
- アニ×パラ〜あなたのヒーローは誰ですか〜 episode14 パラスノーボード（監督）
- シャインポスト（原画）
- ドラゴンクエスト ダイの大冒険 (2020)（第98話原画）

2023年
- 機動戦士ガンダム 水星の魔女（第24話原画）

2024年
- 百千さん家のあやかし王子（絵コンテ）
- バーテンダー 神のグラス（絵コンテ）
- 魔王様、リトライ!R（絵コンテ・演出）

2025年
- 俺は星間国家の悪徳領主!（メカ作画監督）

### 劇場アニメ
1985年
- オーディーン 光子帆船スターライト（作画監督補佐）
- ルパン三世 バビロンの黄金伝説（原画）

1986年
- がんばれスイミー （演出・絵コンテ・キャラクターデザイン・原画）

1988年
- 機動戦士ガンダム 逆襲のシャア（メカ作画監督）

2002年
- シックス・エンジェルズ（原画）

2003年
- 犬夜叉 天下覇道の剣（原画）

2004年
- 犬夜叉 紅蓮の蓬莱島（原画）

2009年
- 宇宙戦艦ヤマト 復活篇（原画）

2010年
- 魔法少女リリカルなのは The MOVIE 1st（絵コンテ）

2011年
- 劇場版 魔法先生ネギま! ANIME FINAL（レイアウト作画監督）

2012年
- ストライクウィッチーズ 劇場版（原画）
- ROAD TO NINJA -NARUTO THE MOVIE-（絵コンテ）

2013年
- 攻殻機動隊 ARISE（原画）
- ルパン三世VS名探偵コナン THE MOVIE（原画）

2014年
- Wake Up, Girls! 七人のアイドル（原画）
- クレヨンしんちゃん ガチンコ!逆襲のロボとーちゃん（原画）

2015年
- クレヨンしんちゃん オラの引越し物語 サボテン大襲撃（原画）

2019年
- 映画 妖怪学園Y 猫はHEROになれるか（原画）

2021年
- 銀魂 THE FINAL（原画）

2022年
- 映画ドラえもん のび太の宇宙小戦争 2021（原画）

2023年
- 劇場版シティーハンター 天使の涙（レイアウト・原画）

### OVA
1985年
- GREED（作画監督）

1986年
- COOL COOL BYE（作画監督）
- メガゾーン23 PART II 秘密く・だ・さ・い（原画）

1987年
- スペース・ファンタジア 2001夜物語（原画）
- レリックアーマーLEGACIAM（メカ作画監督）
- ロボットカーニバル「DEPRIVE」（監督・シナリオ・キャラクターデザイン）

1989年
- おがみ松吾郎（監督・キャラクターデザイン・作画監督）
- 孔雀王 鬼還祭（作画監督）
- 強殖装甲ガイバー（キャラクターデザイン）

1991年
- 柔道部物語（監督・キャラクターデザイン・作画監督）

1992年
- 一本包丁満太郎（キャラクターデザイン）

2000年
- 真ゲッターロボ対ネオゲッターロボ（原画）

2007年
- ICE（原画）

2008年
- 魔法先生ネギま! 〜白き翼 ALA ALBA〜（原画）

2009年
- 魔法先生ネギま! 〜もう一つの世界〜（レイアウト作画監督・作画監督・OP原画・原画）

2011年
- かってに改蔵（原画）

2013年
- ああっ女神さまっ（原画）

### Webアニメ
- めぐみ（2008年、監督[4]・絵コンテ・演出・題字・原画）
- 陰陽師（2023年、絵コンテ・演出・原画）

### ゲーム
1985年
- ロードブラスター（原画）
- キャッシングストーン（作画監督）

1993年
- ジョジョの奇妙な冒険（アートディレクター）
- ワールドヒーローズ（パッケージイラスト）

1996年
- スーパーマリオRPG（スペシャルサンクス）
- FRONT MISSION SERIES GUN HAZARD（グラフィック）

1997年
- ファイナルファンタジーVII（アニメーションディレクター）